# Вернком, Грэм
Грэм Вернком (англ. Graham Vearncombe, 28 марта 1934, Кардифф, Уэльс — 30 ноября 1992) — валлийский футболист, игравший на позиции вратаря. Выступал, в частности, за клуб «Кардифф Сити», а также национальную сборную Уэльса.

## Клубная карьера
Во взрослом футболе дебютировал в 1952 году выступлениями за команду клуба «Кардифф Сити», в которой провёл двенадцать сезонов, приняв участие в 207 матчах чемпионата. Завершил профессиональную игровую карьеру в клубе «Мертир-Тидвил», за команду которого выступал на протяжении 1964—1965 годов.
Умер 30 ноября 1992 на 59-м году жизни.

## Выступления за сборную
В 1957 году дебютировал в официальных матчах в составе национальной сборной Уэльса. В течение карьеры в национальной команде, которая длилась 4 года, провёл в форме главной команды страны только 2 матча, в которых пропустил 3 гола.
В составе сборной был участником чемпионата мира 1958 года в Швеции, где вместе с партнером по клубу Кеном Джонсом был запасным голкипером, дублером беспрекословного основного вратаря валлийцев Джека Келси.